# Tim Vine
Timothy Mark Vine, född 4 mars 1967, är en engelsk komiker och skådespelare som gjort sig känd för sina one-liners och ordvitsar. 

## Biografi
Tiim Vine foddes och växte upp i Londonförorten Cheam och är yngre bror till radioprataren Jeremy Vine. Han gick i skolan i Surrey, på Lynton Prep i Ewell, Aberdour School i Burgh Heath och Epsom College i Epsom.
Tim Vine hade börjat arbeta på kontor i Croydon efter studierna när han började uppträda med ståuppkomik på amatörkvällar. Han gjorde det tillsammans med en säkerhetsvakt på kontorshuset där han arbetade. Under 1991 finslipade Tim Vine regelbundet sitt uppträdande på Comedy Café i London och utökade till andra klubbar under 1992. Han kom tvåa i talangtävlingen Hackney Empire New Act 1993.
Vine sade upp sig för att åka på turné som uppvärmare till Boothby Graffoe. År 1994 hade han etablerats sig som komiker i Londons komikerkretsar. Han utvecklade sin stil med en serie snabba one-liners och ordlekar, tillsammans med fåniga låtar och en påse med rekvisita och gjorde sitt första TV-framträdande i Pebble Mill på BBC One. 
År 1996 träffade han Lee Mack, som han senare arbetade mycket med, på Comedy Lounge i Kingston-Upon-Hull. Lee Mack tävlade i The Gong Show, där upp till tio komiker försökte hålla på i fem minuter, i hopp om att få publikens uppskattning så att tävlingsledningen inte bröt uppträdandet genom att slå i en gong-gong. Lee Mack levererade några Tim Vine-liknande skämt och publiken ropade "Tim Vine". När Mack kom av scenen frågade han vem Tim Vine var och fick svaret "Han brukar uppträda en del här". Det var Tim Vine själv som svarade. De arbetade sedan tillsammans i TV-programmen The Sketch Show, Not Going Out och Let's Play Darts for Comic Relief.
Han har regelbundet uppträtt på Edinburgh Festival Fringe, med soloshower och 1995 vann han pris som bästa nykomling där med The Tim Vine Fiasco.
Tim Vines första TV-framträdande var på BBC One's Pebble Mill 1994. När Channel 5 hade premiär var Tim Vine inbjuden att uppträda med bland annat Julia Bradbury och Spice Girls. Mellan 2001 och 2004 var Vine med och som både författare och skådespelare i ITV:s The Sketch Show med bland andra Lee Mack. Han spelade sedan en av de bärande rollerna i Lee Macks situationskomedi Not Going Out, som sändes på BBC One i en första omgång mellan 2006 och 2012. Han var en av de tävlande i sjätte säsongen av Bäst i test England som sändes 2018.